# Sulafa Tower
Sulafa Tower – 76-piętrowy wieżowiec znajdujący się w dzielnicy Dubai Marina w Dubaju w Zjednoczonych Emiratach Arabskich. Ten postmodernistyczny drapacz chmur wybudowany został w 2010.

## Opis
Jest to wieżowiec o wysokości całkowitej 288 metrów. W budynku mieści się ponad 700 lokali mieszkalnych. Łączna powierzchnia użytkowa lokali i apartamentów wynosi 107 300 m².

## Pożar
Do pierwszego pożaru doszło na trzydziestym piątym piętrze wysokościowca w 2012 roku.
Drugi pożar Sulafa Tower miał miejsce 20 lipca 2016 roku. Nikt nie zginął, wielu ludzi zdążyło się schronić w sąsiednim hotelu. Do pożaru doszło na 35 piętrze budynku.